# Staf Van Eyken
Pour les articles homonymes, voir Van Eyken.
 (novembre 2014).
Si vous disposez d'ouvrages ou d'articles de référence ou si vous connaissez des sites web de qualité traitant du thème abordé ici, merci de compléter l'article en donnant les références utiles à sa vérifiabilité et en les liant à la section « Notes et références ».
Staf Van Eycken, surnommé "Le Vampire de Muizen", est un tueur en série belge né à Bonheiden en 1951
qui a commis trois meurtres entre 1971 et 1972. Il fut condamné à mort en 1973, mais vit sa peine commuée en détention à perpétuité.
Staf Van Eyken est le plus ancien prisonnier belge et est toujours incarcéré.

## Rappel des faits
Trois femmes sont assassinées en 1971 et 1972, retrouvées mordues à divers endroits du corps.
Rapidement la psychose s'empare de la ville. Lorsque Staf Van Eycken est arrêté, il est condamné à mort, peine ensuite commuée en prison à perpétuité.

## Incarcération
À partir de 1986 incarcéré à la maison d'arrêt de Louvain Centrale, Staf Van Eycken a eu droit à de courtes permissions de sortie. En 2006, la justice arrêta de lui en donner. Il est le plus ancien prisonnier de Belgique.